# Velké Chvojno
Obec Velké Chvojno (německy Böhmische Kahn, do roku 1948 České Chvojno) se nachází v okrese Ústí nad Labem v Ústeckém kraji. Žije v ní 877 obyvatel.

## Historie
První písemná zmínka o vsi pochází z roku 1352. Do šestnáctého století vesnice patřila k panství hradu Krupka, ale roku 1580 ji od královské komory koupil Adam Kölbl z Geisingu. Adam zemřel roku 1592. Vesnici po něm zdědil syn Rudolf Kölbl z Geisingu, který v ní nechal postavit tvrz. Tu po bezdětném Rudolfovi převzal jeho bratr Václav starší Kölbl z Geisingu, kterému patřilo také blízké Malé Chvojno. Za účast na stavovském povstání v letech 1618–1620 mu byly obě vsi zkonfiskovány a zabavený majetek roku 1623 koupil František de Couriers. Nový majitel vesnici připojil ke Krásnému Lesu, a tvrz ve Chvojně zanikla.
Samostatnou obcí je Chvojno od roku 1998, kdy se oddělilo od Libouchce.

## Obyvatelstvo
Při sčítání lidu v roce 1921 ve vsi žilo 293 obyvatel (z toho 143 mužů), z nichž byli dva Čechoslováci, 289 Němců a dva cizinci. Kromě čtyř evangelíků a dvou členů nezjišťovaných církví byli římskými katolíky. Podle sčítání lidu z roku 1930 měla vesnice 292 obyvatel: sedm Čechoslováků, 283 Němců a dva cizince. Většinou se hlásili k římskokatolické církvi, ale tři lidé byli evangelíky, tři patřili k církvi československé a jeden člověk byl bez vyznání.
| Rok            | 1869  | 1880  | 1890  | 1900  | 1910  | 1921  | 1930  | 1950 | 1961 | 1970 | 1980 | 1991 | 2001 | 2011 | 2021 |
| -------------- | ----- | ----- | ----- | ----- | ----- | ----- | ----- | ---- | ---- | ---- | ---- | ---- | ---- | ---- | ---- |
| Počet obyvatel | 1 379 | 1 258 | 1 234 | 1 169 | 1 156 | 1 148 | 1 234 | 809  | 627  | 669  | 660  | 558  | 662  | 738  | 801  |
| Počet domů     | 241   | 247   | 250   | 246   | 244   | 245   | 258   | 241  | 143  | 139  | 129  | 147  | 147  | 175  | 219  |

|                                                               | 1869 | 1880 | 1890 | 1900 | 1910 | 1921 | 1930 | 1950 | 1961 | 1970 | 1980 | 1991 | 2001 | 2011 |
| ------------------------------------------------------------- | ---- | ---- | ---- | ---- | ---- | ---- | ---- | ---- | ---- | ---- | ---- | ---- | ---- | ---- |
| Obyvatelé                                                     | 307  | 282  | 297  | 267  | 277  | 293  | 292  | 170  | 175  | 201  | 307  | 281  | 322  | 294  |
| Domy                                                          | 50   | 50   | 52   | 53   | 54   | 53   | 53   | 49   | 67   | 39   | 41   | 45   | 48   | 53   |
| Data z roku 1961 zahrnují i domy z místní části Malé Chvojno. |      |      |      |      |      |      |      |      |      |      |      |      |      |      |

## Části obce
- Velké Chvojno
- Arnultovice
- Luční Chvojno
- Malé Chvojno
- Mnichov
- Žďár

## Pamětihodnosti
- Zaniklý kostel sv. Martina. Kostel z roku 1713 přestal být po druhé světové válce udržován a zchátral. Zdemolovaná stavba inspirovala Karla Kryla k napsání písně Anděl.[12] Kostel byl v sedmdesátých letech 20. století zbořen. Kostelní zvon byl přesunut do kostela sv. Petra a Pavla v Tanvaldu.[13]
- Kostel Všech Svatých v Arnultovicích, doložený v roce 1352. V průčelní západní věži se nachází zvon z roku 1925 od Rudolfa Pernera. Doložen je zde též jiný zvon z roku 1750.
- Zaniklá kaple s věžičkou v Arnultovicích stávala na hřbitově, než byl roku 1965 zlikvidován.